# Sos Sargsian
Sos Sargsian (în armeană Սոս Սարգսյան; n. 24 octombrie 1929, Step’anavan, Loṙow marz, Armenia – d. 26 septembrie 2013, Erevan, Armenia) a fost un important actor, regizor și scriitor armean.

## Biografie
Sos Sargsian s-a născut la Stepanavan, în nordul Armeniei, în acea vreme în Uniunea Sovietică. S-a mutat la Erevan în 1948 și a început să lucreze ca actor la Teatrul Tânărului Spectator. A absolvit Institutul de Arte Plastice și Teatru în 1954 ca actor. Între 1954 și 1991 a fost actor al Teatrului Academic de Stat Sundukian din Erevan.
În octombrie 1991, la o lună de la independența Armeniei față de Uniunea Sovietică, Sargsian a luat parte la primele alegeri prezidențiale din Armenia independentă. El a fost nominalizat din partea partidului Federația Revoluționară Armenească. În 1991 a înființat Teatrul Hamazgaiin (Pan-National), pe care l-a condus până la moartea sa. Din 1997 până în 2006 a fost rectorul Institutului de Cinema și Teatru din Erevan. Sargsian a murit la 26 septembrie 2013 la Erevan. Înmormântarea lui Sargsian a avut loc pe 29 septembrie în prezența președintelui Armeniei Serj Sargsian și a altor mii de oameni. A fost înmormântat în Panteonul Komitas.

## Carieră
Sargsian a început să lucreze ca actor în 1947. Unele dintre rolurile sale cele mai notabile sunt Don Quijote, Iago, Regele Ioan, Regele Lear și altele. A jucat în peste 40 de filme, în mare parte armene. Pe lângă filmele armene, a jucat într-o serie de filme rusești, dintre care cel mai notabil este filmul SF Solaris (1972), în regia lui Andrei Tarkovski.

## Filmografie

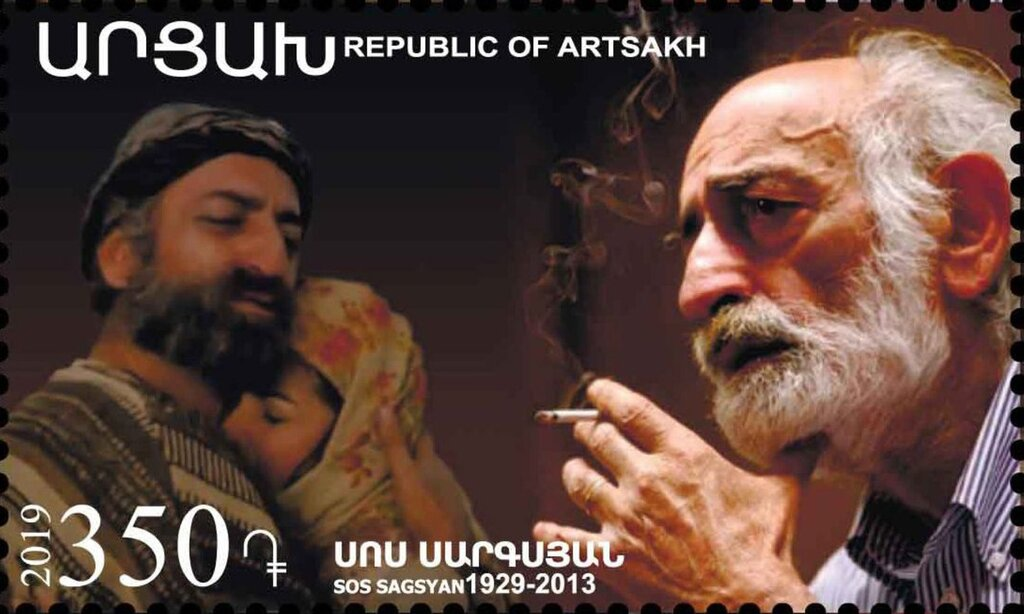
Sargsian pe un timbru din Arțah din 2019

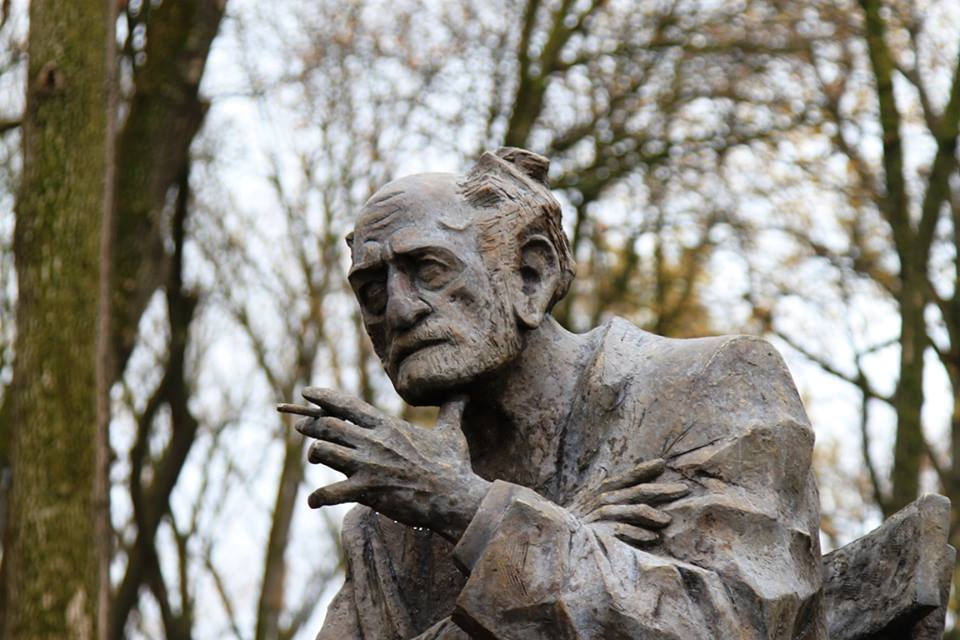
Statuia lui Sargsian din Stepanavan

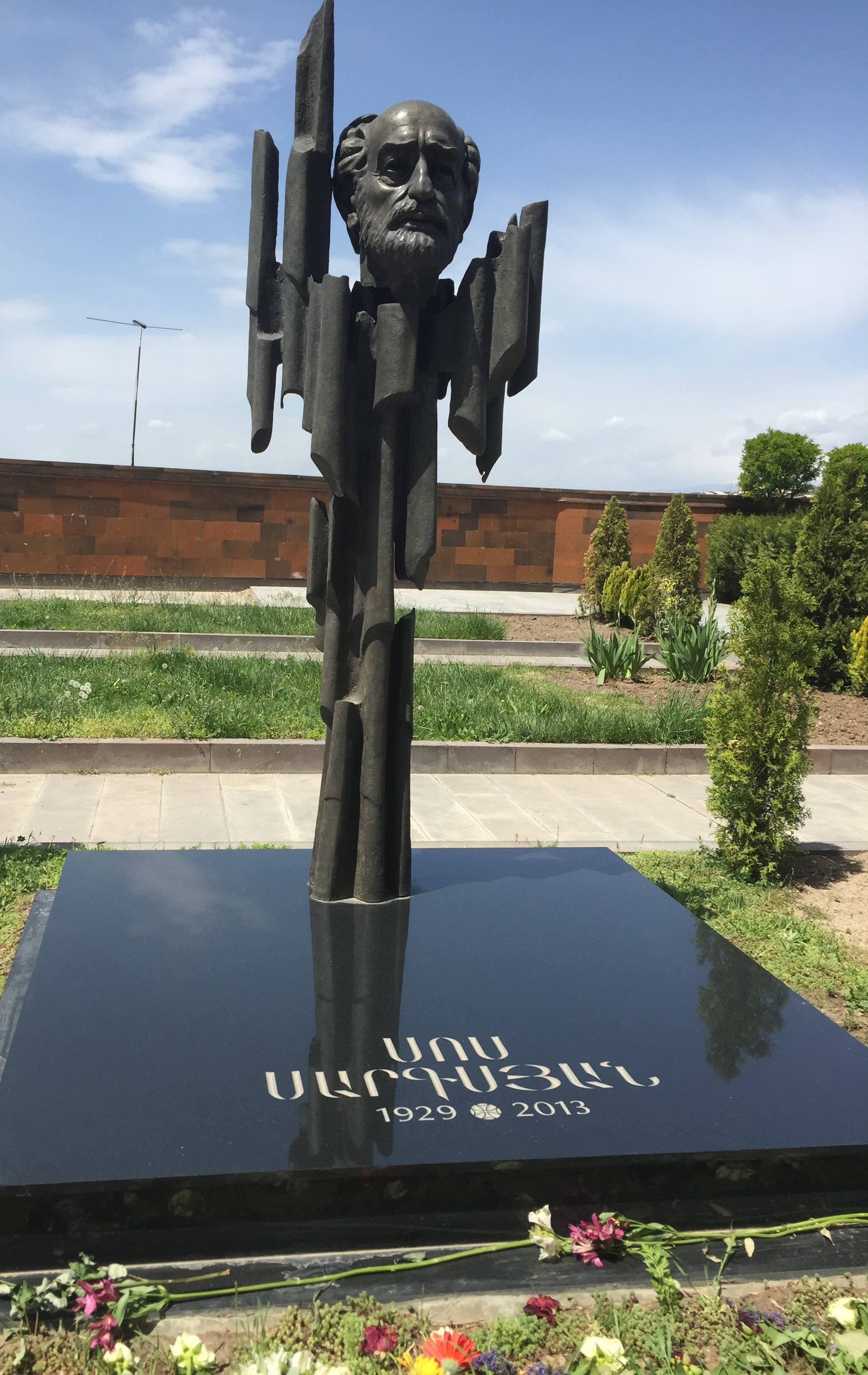
Mormântul lui Sargsian în Panteonul Komitas din Erevan

- 1961 - Băieți din trupa armatei ca Artashes
- 1967 - Triunghi ca varpet Mkrtich
- 1969 - Մենք ենք մեր սարերը
- 1971 - Izvorul Heghnar ca varpet Mkrtich
- 1972 - Solaris ca  Dr. Gibarian
- 1977 - Nahapet ca Nahapet
- 1978 - Steaua speranței ca Movses
- 1979 - Cea mai bună jumătate a vieții
- 1980 - Dincolo de cei șapte munți ca Hovsep
- 1981 - Dzori Miro ca Miro
- 1982 - Gikor ca Hambo
- 1984 - Sans Famille (film TV) ca Vitalis
- 1985 - Apple Garden ca Martin
- 1987 - Yeghishe Charents (film documentar)
- 1988 - Farmacia din colț ca Adamian
- 1992 - Unde ai fost, Omul lui Dumnezeu?, (doc. Mini-serie TV) ca Stepham Yesayan
- 2001 - Și a fost lumină

## Vezi și
- Listă de actori armeni